# 松田町

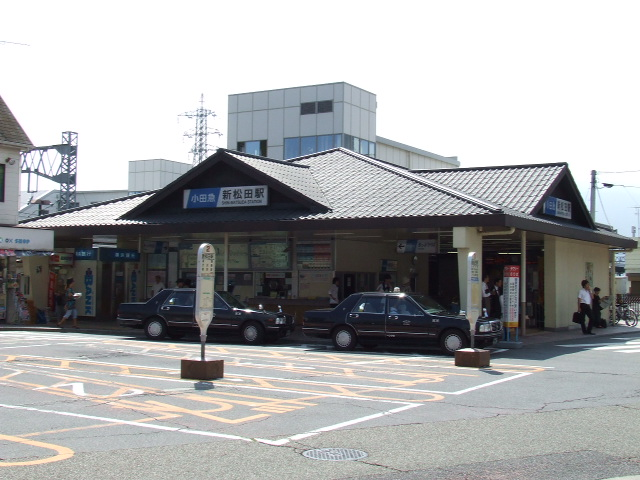
新松田駅

松田町（まつだまち）は、神奈川県の西部に位置し、足柄上郡に属する町。
小田急小田原線の新松田駅と御殿場線の松田駅の2駅が存在し、東名高速道路と国道246号の連絡点のひとつとして交通の重要な役割を担っている。

## 地理
酒匂川、川音川、中津川とそれらの支流となる河川流域が町の概要をなす。町は松田惣領、松田庶子（そし）、神山（こうやま）および寄（やどりき）の4地区からなる。北部は丹沢大山国定公園に指定されている西丹沢山系の1,200ｍ級の高峰がそびえ、寄地区が丹沢山塊の南端となる中津川流域を担い、南方に足柄平野北端であり酒匂川東岸をなす地域に松田惣領、松田庶子が存在する。川音川を挟んで南東方向に神山地区がある。
現在の松田町は丹沢登山の主要な出発点のひとつとなっており、また、町内を流れる酒匂川、川音川、中津川は鮎、山女魚、虹鱒等の釣り地として知られる。
町内の松田山は比較的乾燥した水はけのよい南斜面が存在し、温暖な気候を利用して茶、みかん等が栽培されている。
- 河川：酒匂川、川音川、中津川
- 山系：松田山、高松山、檜岳、雨山、鍋割山
- 滝　：滝郷の滝、神山滝

鉄道との連絡として、町内に小田急小田原線の新松田駅と御殿場線の松田駅の2駅が存在し、その連絡地点としての重要性を持つ。御殿場線は現在単線であるが、1934年まで東海道本線であったため町内を走る路線と駅敷地に複線施設の名残が大きく見られる。また、同2駅を中心として「ロマンス通り」と「仲町通り」と呼ばれるそれぞれ長さ数100メートルの通りを中心とした商店街が存在し、町の経済活動の中心をなしている。
自動車交通では国道246号が、町の中心近くを東西に横断し、それに足柄平野を南北に縦断する国道255号が町内で合流する。国道255号は隣町の大井町内において東名高速道路大井松田インターチェンジと接続しており、松田町が東名高速道路と国道246号の連絡点のひとつとして重要な役割を担っている。

## 歴史
- 1889年（明治22年）
  - 2月1日 - 国有鉄道・東海道本線（現東海旅客鉄道御殿場線）の松田駅が開業。
  - 4月1日 - 町村制の施行により、神山村、松田惣領、松田庶子が合併して松田村が発足。
- 1909年（明治42年）4月1日 - 町制施行して松田町となる。
- 1923年（大正12年）9月1日 - 関東大震災により大被害を受ける
- 1927年（昭和2年）4月1日 - 小田原急行鉄道（現小田急電鉄）小田原線の新松田駅が開業。
- 1955年（昭和30年）4月1日 - 寄村と合併し、改めて松田町が発足。

## 人口
| |                                        |  |
| 松田町と全国の年齢別人口分布（2005年） | 松田町の年齢・男女別人口分布（2005年） |  |
| ■紫色 ― 松田町 ■緑色 ― 日本全国 | ■青色 ― 男性 ■赤色 ― 女性              |  |
| 松田町（に相当する地域）の人口の推移 \| 1970年（昭和45年） \| 11,875人 \| \| \| 1975年（昭和50年） \| 12,232人 \| \| \| 1980年（昭和55年） \| 12,601人 \| \| \| 1985年（昭和60年） \| 12,904人 \| \| \| 1990年（平成2年） \| 13,097人 \| \| \| 1995年（平成7年） \| 13,270人 \| \| \| 2000年（平成12年） \| 12,987人 \| \| \| 2005年（平成17年） \| 12,399人 \| \| \| 2010年（平成22年） \| 11,676人 \| \| \| 2015年（平成27年） \| 11,171人 \| \| \| 2020年（令和2年） \| 10,836人 \| \| |                                        |  |
| 総務省統計局 国勢調査より |                                        |  |
| 1970年（昭和45年） | 11,875人                               |  |
| 1975年（昭和50年） | 12,232人                               |  |
| 1980年（昭和55年） | 12,601人                               |  |
| 1985年（昭和60年） | 12,904人                               |  |
| 1990年（平成2年） | 13,097人                               |  |
| 1995年（平成7年） | 13,270人                               |  |
| 2000年（平成12年） | 12,987人                               |  |
| 2005年（平成17年） | 12,399人                               |  |
| 2010年（平成22年） | 11,676人                               |  |
| 2015年（平成27年） | 11,171人                               |  |
| 2020年（令和2年） | 10,836人                               |  |

## 行政
- 町長：本山博幸（2013年9月23日就任、2期目）

### 町の機関
- 松田町役場
- 松田町民文化センター
- 松田町体育館

### 県の機関
- 神奈川県松田警察署
- 神奈川県県西土木事務所

### 国の機関
- 松田公共職業安定所（ハローワーク松田）

## 立法
- 議長：中野博
- 副議長：田代実
- 町議定数12名

## 字一覧
- 旧松田村
  - 松田惣領（まつだそうりょう）
  - 松田庶子（まつだそし）
  - 神山（こうやま） - 旧神山村
- 旧寄村
  - 寄（やどりき）

## 姉妹都市・提携都市

### 国内
- 横芝光町（千葉県山武郡）
  - 1968年12月1日匝瑳郡光町と姉妹町締結、光町の合併に伴い2006年11月3日改めて締結
- 美幌町（北海道網走郡）
  - 美幌町端治地区に松田町の奴振りが函館の神社に伝わり、名前を変えて「足柄奴」として伝わったとされ、交流が行われている。その他にも港区民まつりや、谷地どんが祭りに招待されて松田の大名行列を披露している。

## 健康
病院
- 神奈川県立足柄上病院（総合病院）
- 松田町国民健康保険診療所（寄診療所）

## 郵便局・金融機関
- 松田郵便局
- 松田惣領郵便局
- 寄郵便局
- 横浜銀行松田支店
- JAかながわ松田支店[3]
- さがみ信用金庫松田支店
- スルガ銀行松田プラザ出張所

## 企業
- 富士急モビリティ 湘南営業所
- 小田原エンジニアリング
- 東電同窓電機 小田原営業所
- 西湘アスコン - NIPPO 地域関係会社
- 柴橋商会 松田工場
- 多賀製作所
- 織戸組 松田事業所
- 東雄技研 松田工場
- ミシマ運輸 大井松田営業所
- 第一生命保険株式会社湘南支社松田営業オフィス
- 日本生命保険相互会社松田営業部
- 住友生命保険相互会社町田支社新松田支部

## 教育
- 学校法人聖心女子学院 聖心丹沢学舎
- 高等学校
  - 私立立花学園高等学校
- 中学校
  - 松田町立松田中学校
  - 松田町立寄中学校（2019年3月閉校）
- 小学校
  - 松田町立松田小学校
  - 松田町立寄小学校

## 交通

### 鉄道
- 小田急電鉄
  -  小田原線：新松田駅
- 東海旅客鉄道（JR東海）
  - CB御殿場線：松田駅

### 高速バス
松田バスストップに3路線が停車している（2017年10月時点）。
- 東名ハイウェイバス
  - 東京駅 - 静岡駅 1日4本
- 小田急ハイウェイバス
  - 新宿高速バスターミナル・池尻大橋 - 御殿場駅・箱根桃源台 1日21本。
- 京浜急行バス
  - 羽田空港・横浜駅 - 御殿場駅・箱根桃源台 1日8本。

### 路線バス
- 富士急モビリティ
  - 湘南営業所（旧・富士急湘南バス本社営業所）
- 箱根登山バス

### 道路
国道
- 国道246号
- 国道255号

都道府県道
- 神奈川県道72号松田国府津線
- 神奈川県道77号平塚松田線
- 神奈川県道710号神縄神山線
- 神奈川県道711号小田原松田線
- 神奈川県道712号松田停車場線

高速道路
- 東名高速道路

大井松田ICは大井町との境界にある
- 新東名高速道路 - 整備中

## 祭事・催事
- 寄（やどりき）ロウバイまつり（1月）
- まつだ桜まつり（河津桜）（2月中旬～3月上旬）
- 寄（やどりき）しだれ桜まつり（4月）
- 清流ヤマメ・マス釣り大会（4月上旬及び10月上旬）
- 桜観音例祭（4月第1土曜日）
- 若葉まつり（5月5日）
- ホタルの夕べ（6月）
- 松田山ハーブガーデン
  - ハーブフェスティバル（6月及び10月）
  - 2016年 ナカマルin松田山ハーブガーデン が開催された。
- 寒田神社例大祭（7月31日）
- 延命寺四万八千日（8月9日） - 縁日
- まつだ観光まつり・あしがら花火大会（8月）
  - 大名行列
- 松田産業まつり（11月）
- 松田きらきらフェスタ（11月下旬～12月下旬、1月7日～1月9日）- イルミネーション
- 延命寺歳の市（12月28日）

## 名所・旧跡・観光スポット

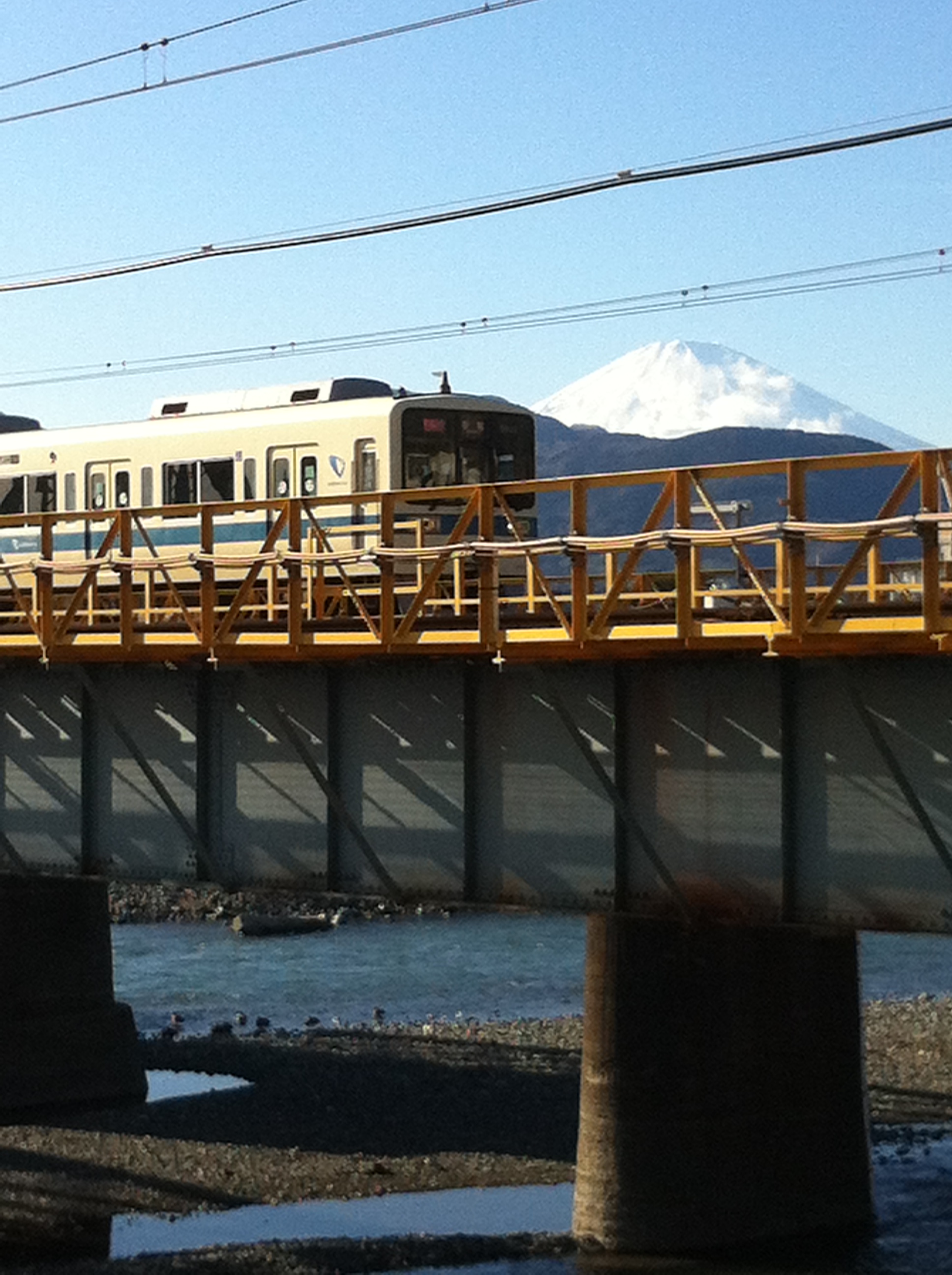
小田急小田原線と富士山の風景
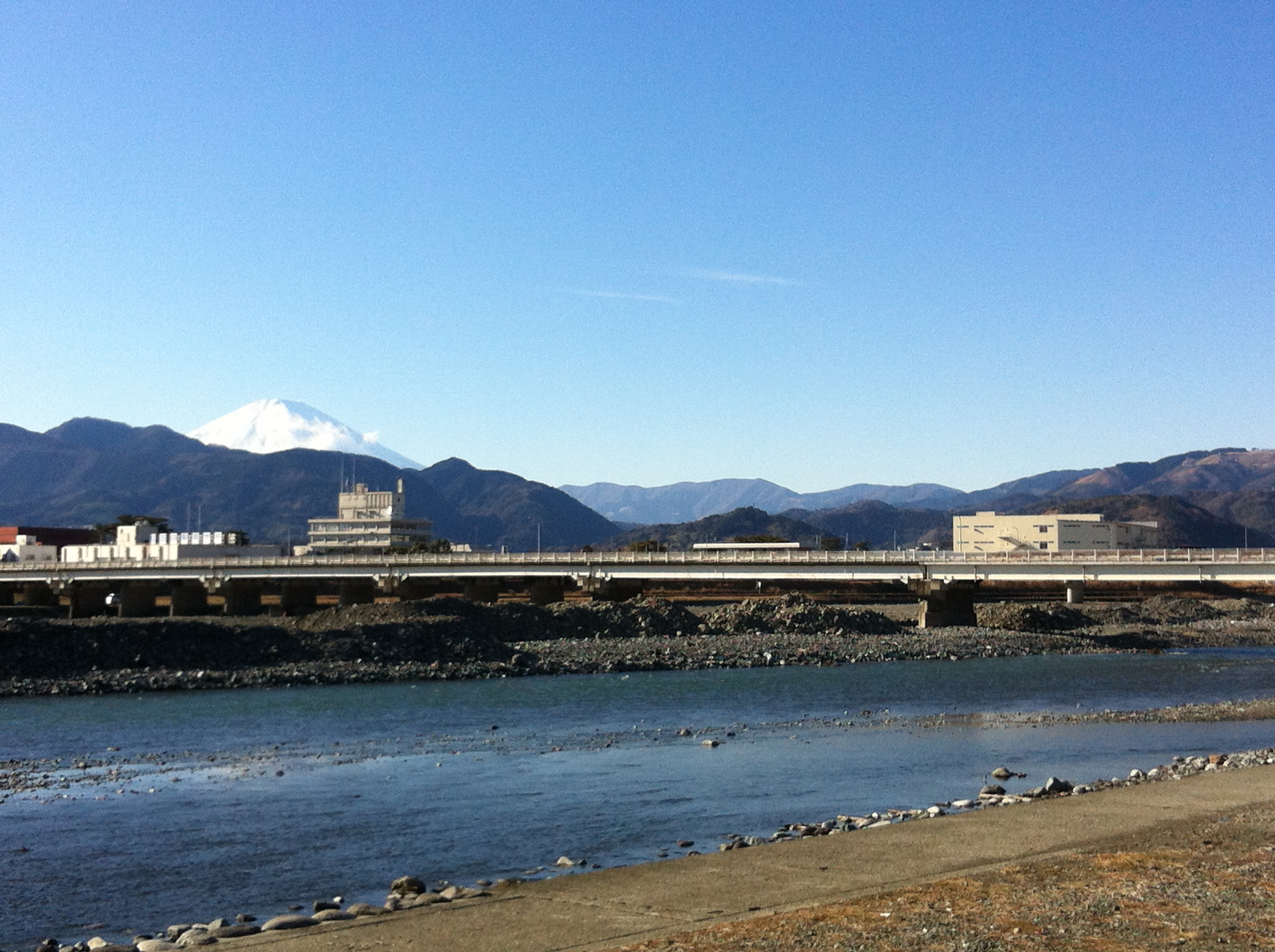
酒匂川と富士山の風景
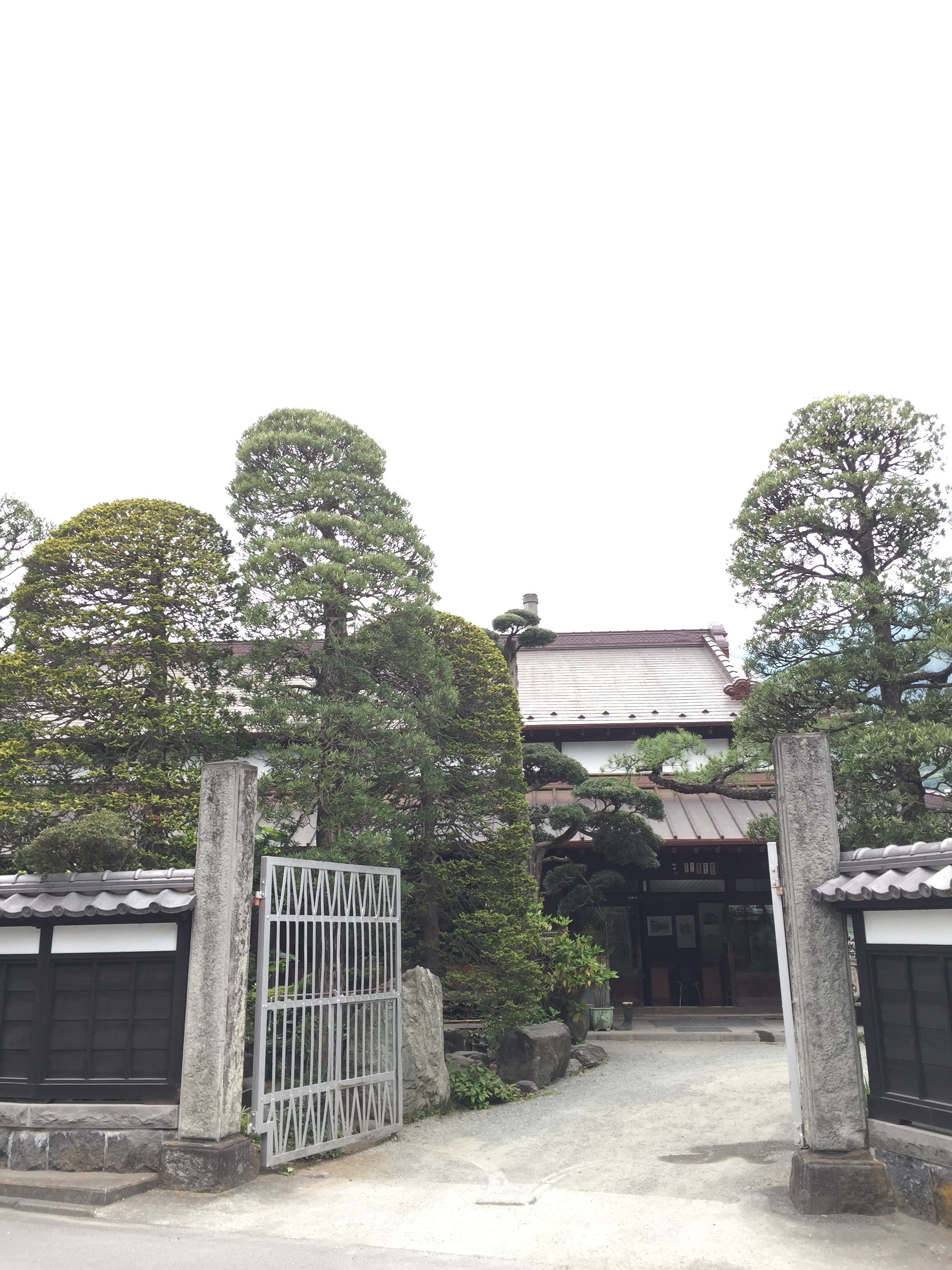
中澤酒造

### 近隣の施設
- me-byo valley “BIOTOPIA”（旧「未病いやしの里センター」）[4] ※新松田駅または松田駅から富士急湘南バス「ブルックス大井事業所」下車
- アサヒビール神奈川工場　※新松田駅または松田駅から富士急湘南バスアサヒビール神奈川工場行
- 上府中公園小田原球場　※新松田駅または松田駅から富士急湘南バス小田原駅行「西大友」下車、または御殿場線下曽我駅から徒歩15分
- 小田原市曽我梅林　※新松田駅または松田駅から富士急湘南バス下曽我駅方面行、または御殿場線下曽我駅から徒歩
- 南足柄市運動公園（南足柄球場）　※新松田駅または松田駅から富士急湘南バスアサヒビール神奈川工場行「運動公園」下車
- 丹沢大山国定公園・神奈川県立丹沢大山自然公園
  - 神奈川県立西丹沢ビジターセンター（旧西丹沢自然教室） ※新松田駅から富士急湘南バス「西丹沢行き」約70分 終点の『西丹沢ビジターセンター』バス停下車

### 店舗
- ロマンス通り商店街
  - まちの駅あしがら[5]
  - コスモス館[6]
  - 中澤酒造
- 仲町通り
  - 肉の石川
- ファミリー通り商店会

### 公園・施設等
- 松田山
  - 松田山ハーブガーデン
  - 西平畑公園
    - ふるさと鉄道
    - 子どもの館
    - 自然館
    - 松田バスストップ（公園の入口）

  - 最明寺史跡公園
- 酒匂川・中津川・川音川
- 松田町寄ロウバイ園
- 寄自然休養村
  - 寄みやま運動広場
- 寄七つ星ドッグラン
- 南丹沢清津峡キャンプ場
- 松田城址

### ゴルフ場
- 小田原ゴルフ倶楽部松田コース[7]
- 太平洋クラブ 相模コース[8]
- チェックメイトカントリークラブ[9]
- 川音川パークゴルフ[10]

### 温泉・銭湯施設
- せせらぎ山荘[11]
- 健楽の湯　松田町健康福祉センター[12]

### 宿泊施設
- 民宿せど[13]
- 民宿仙口
- ログキャビンしおや
- 寄自然休養村管理センター

### レジャー
- 山登り
- ジョギング（酒匂川、川音川など）
- 足柄パクチー収穫
- みかん狩り
- 芋掘り
- 鮎釣り
- 川遊び（酒匂川、川音川、寄養魚組合釣り場など）
- パラグライダー
- 各キャンプ場（寄）

### 名物

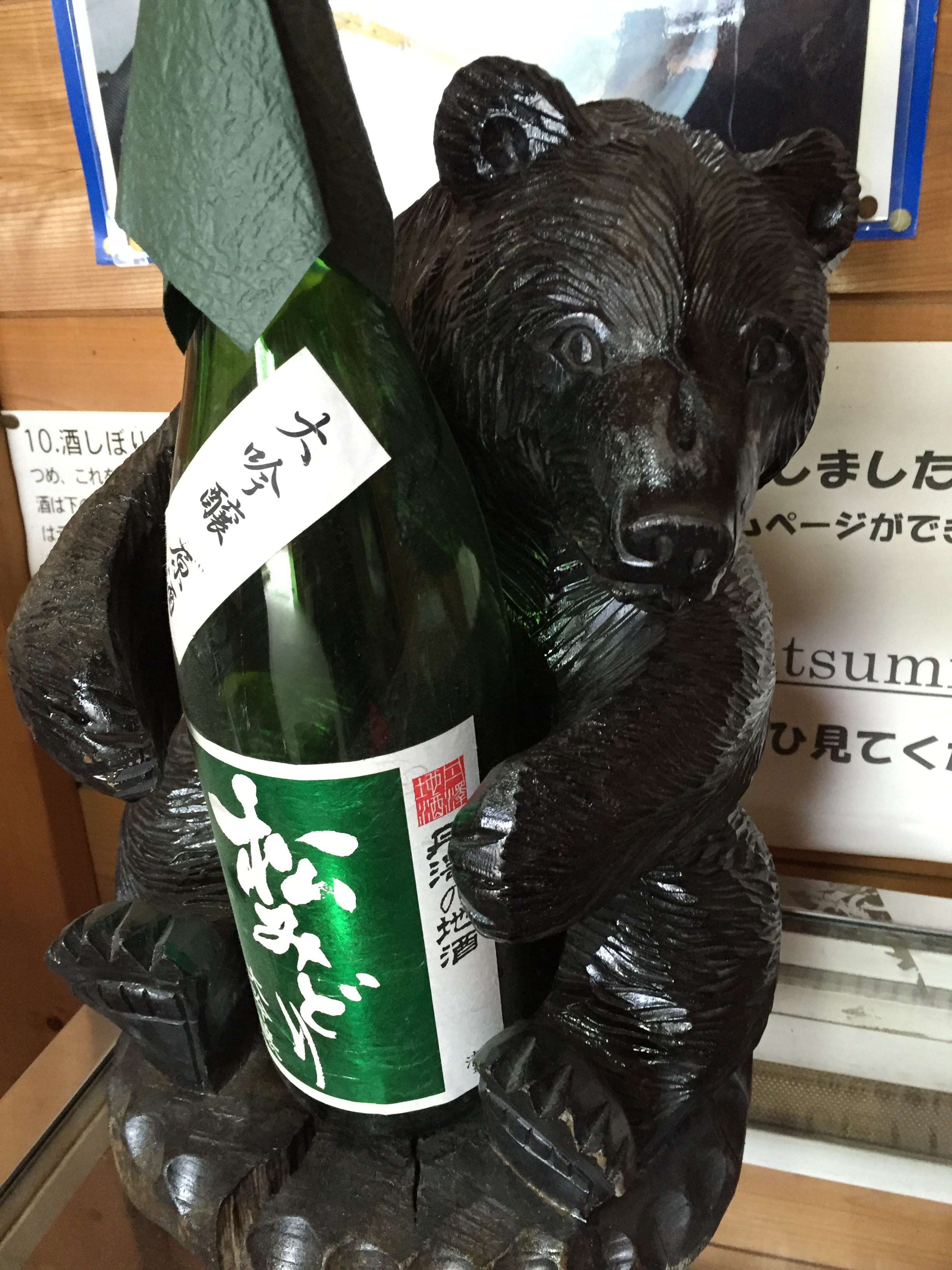
松みどり
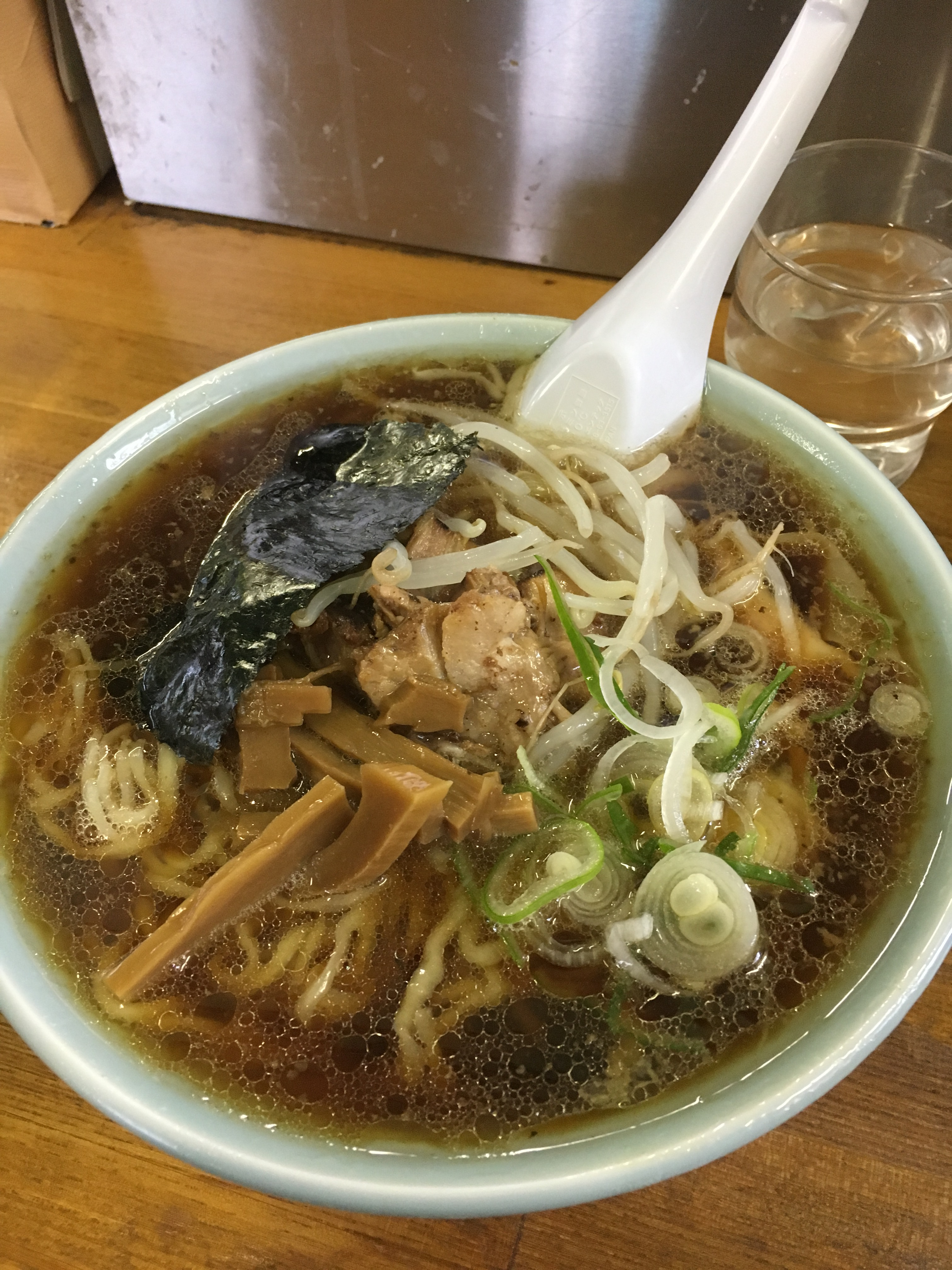
小田原系ラーメン
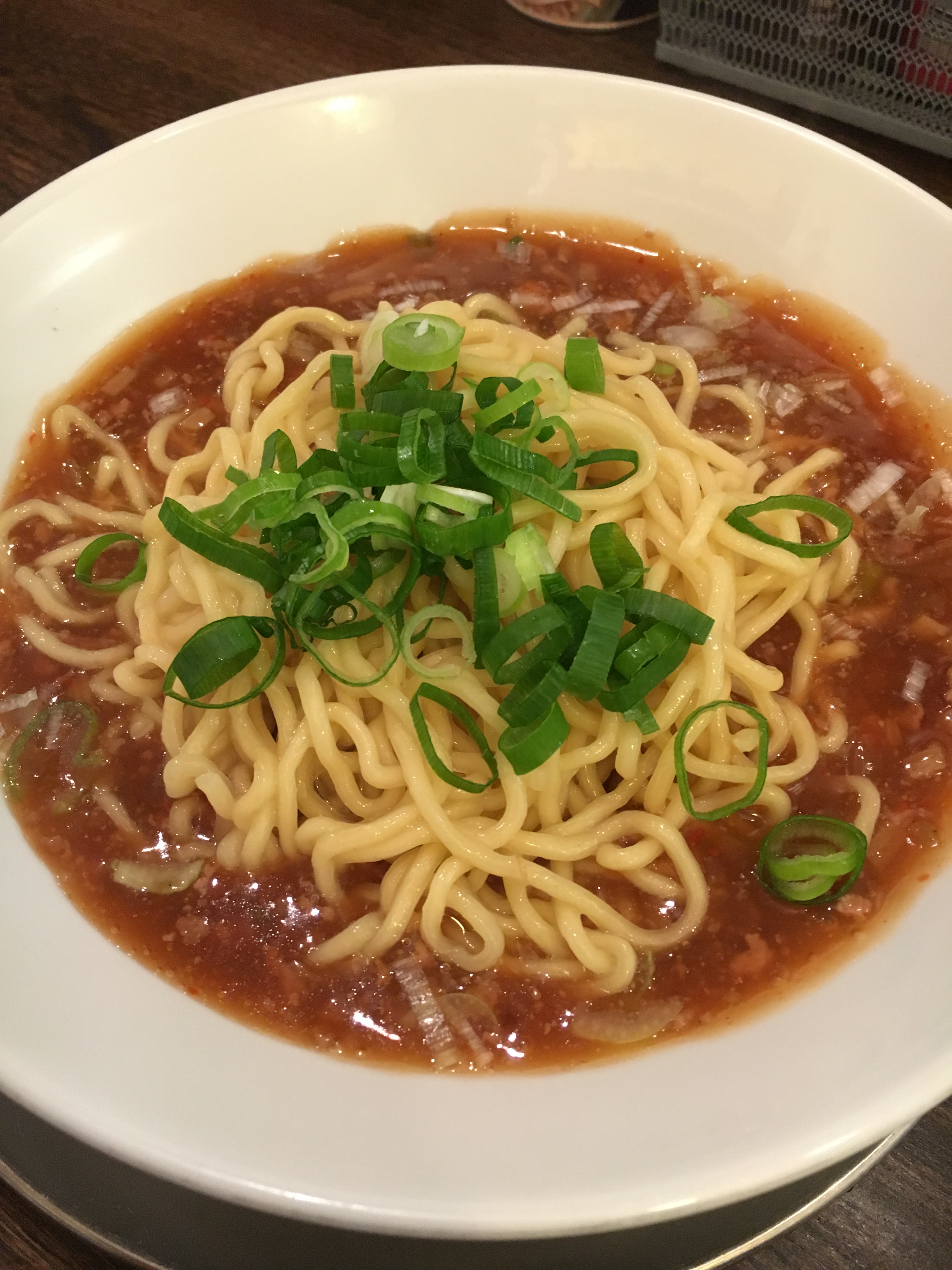
小田原系担々麺

- 松みどり（日本酒） - 中澤酒造
- 小田原系ラーメン
- 小田原系担々麺
- 猪鍋
- ジビエ
- 馬肉[14]
- さくら鱒燻製
- ニジマス
- 足柄パクチー
- 足柄牛
- 足柄茶
- とろっこ料理
- 各種工房
- 寄（やどりき）の土曜市
- 大名行列
- まつだ乃華（いも焼酎）[15]
- 足柄ハッピーモルト - 足柄地ビール[16]
- みかんコロッケ
- 奴さん最中

### 神社仏閣
- 寒田神社
- 延命寺
- 神山神社
- 寄神社
- 福昌院
- 大寺観音堂
- 曹洞宗日向山龍王寺

## 著名な出身者
- 山崎一（俳優）
- 伊達正三郎（俳優）
- 北川大介（歌手）
- 石井亮輔（作詞家・作曲家・音楽プロデューサー）
- 中村あずさ（元タレント）
- 戸羽太（政治家、岩手県陸前高田市長）
- 渡辺元智（横浜高等学校硬式野球部終身名誉監督）
- 多田惠藏 - 日本の地震、火山噴火予知研究者